# Jakubčovice nad Odrou
Jakubčovice nad Odrou jsou obec v okrese Nový Jičín v Moravskoslezském kraji. Žije zde 627 obyvatel.

## Historie
První písemná zmínka o obci pochází z roku 1374.

## Obyvatelstvo
| Rok            | 1869 | 1880 | 1890 | 1900 | 1910 | 1921 | 1930 | 1950 | 1961 | 1970 | 1980 | 1991 | 2001 | 2011 | 2021 |
| -------------- | ---- | ---- | ---- | ---- | ---- | ---- | ---- | ---- | ---- | ---- | ---- | ---- | ---- | ---- | ---- |
| Počet obyvatel | 221  | 228  | 269  | 256  | 272  | 269  | 333  | 313  | 422  | 565  | 718  | 707  | 691  | 662  | 618  |
| Počet domů     | 34   | 37   | 33   | 37   | 36   | 39   | 54   | 62   | 62   | 78   | 109  | 121  | 128  | 136  | 141  |

Věková struktura obyvatel obce Jakubčovice nad Odrou roku 2011
Rodinný stav obyvatel obce Jakubčovice nad Odrou roku 2011
Vzdělání obyvatel obce Jakubčovice nad Odrou roku 2011

## Obecní správa
Mezi lety 1869–1978 Jakubčovice nad Odrou byly obcí v okrese Opava (1869–1930), poté v okrese Vítkov (1950) a později v okrese Nový Jičín. Od 1. ledna 1979 do 31. prosince 1993 patřily jako část města k Odrám a od 1. ledna 1994 jsou opět samostatnou obcí.

### Obecní symboly
Znak a vlajka byly obci uděleny rozhodnutím předsedy Poslanecké sněmovny Parlamentu České republiky dne 4. června 1998.

## Pamětihodnosti
- Zvonice na návsi
- Přírodní rezervace Suchá Dora

## Galerie

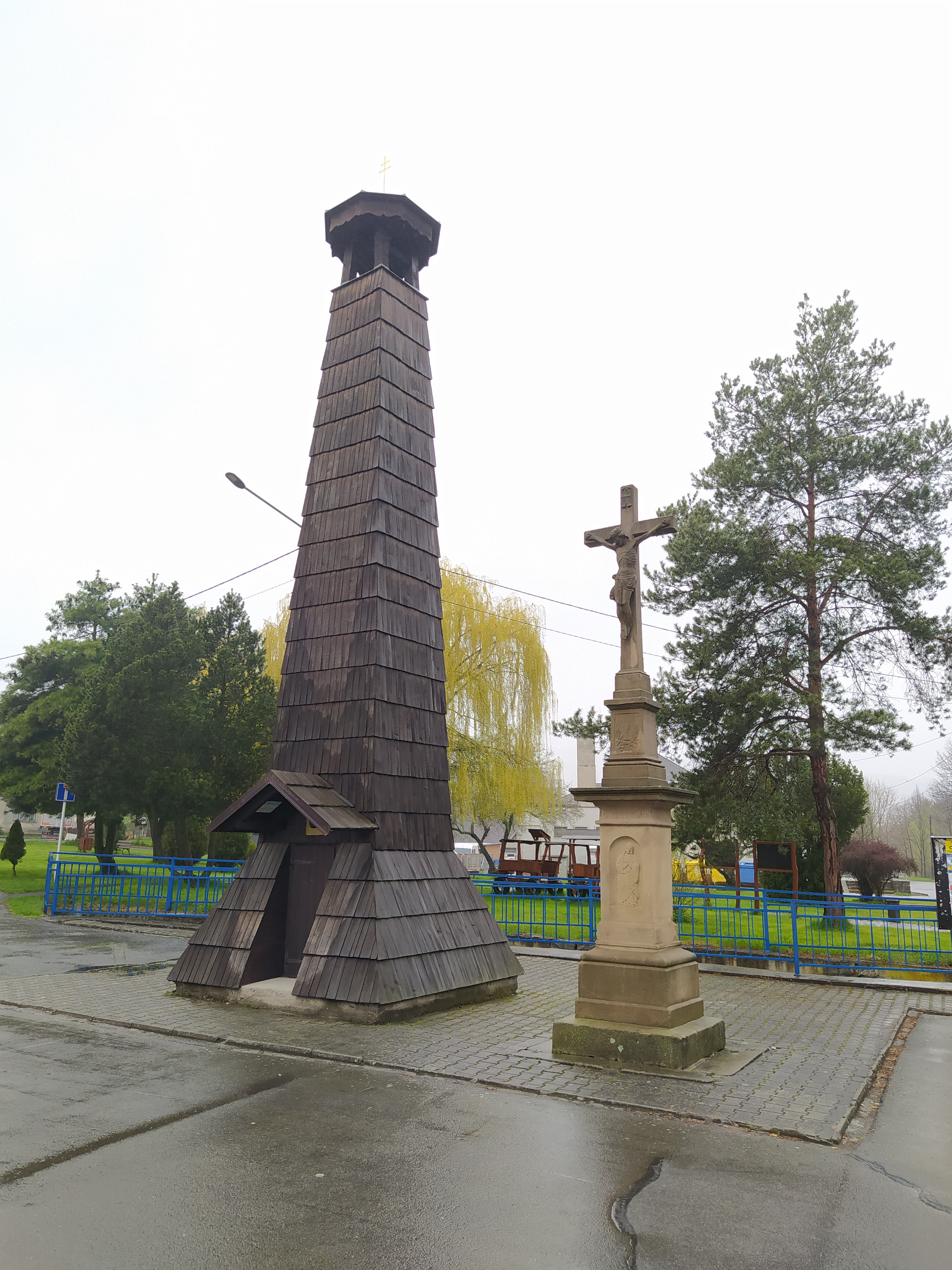
Zvonice v obci Jakubčovice nad Odrou
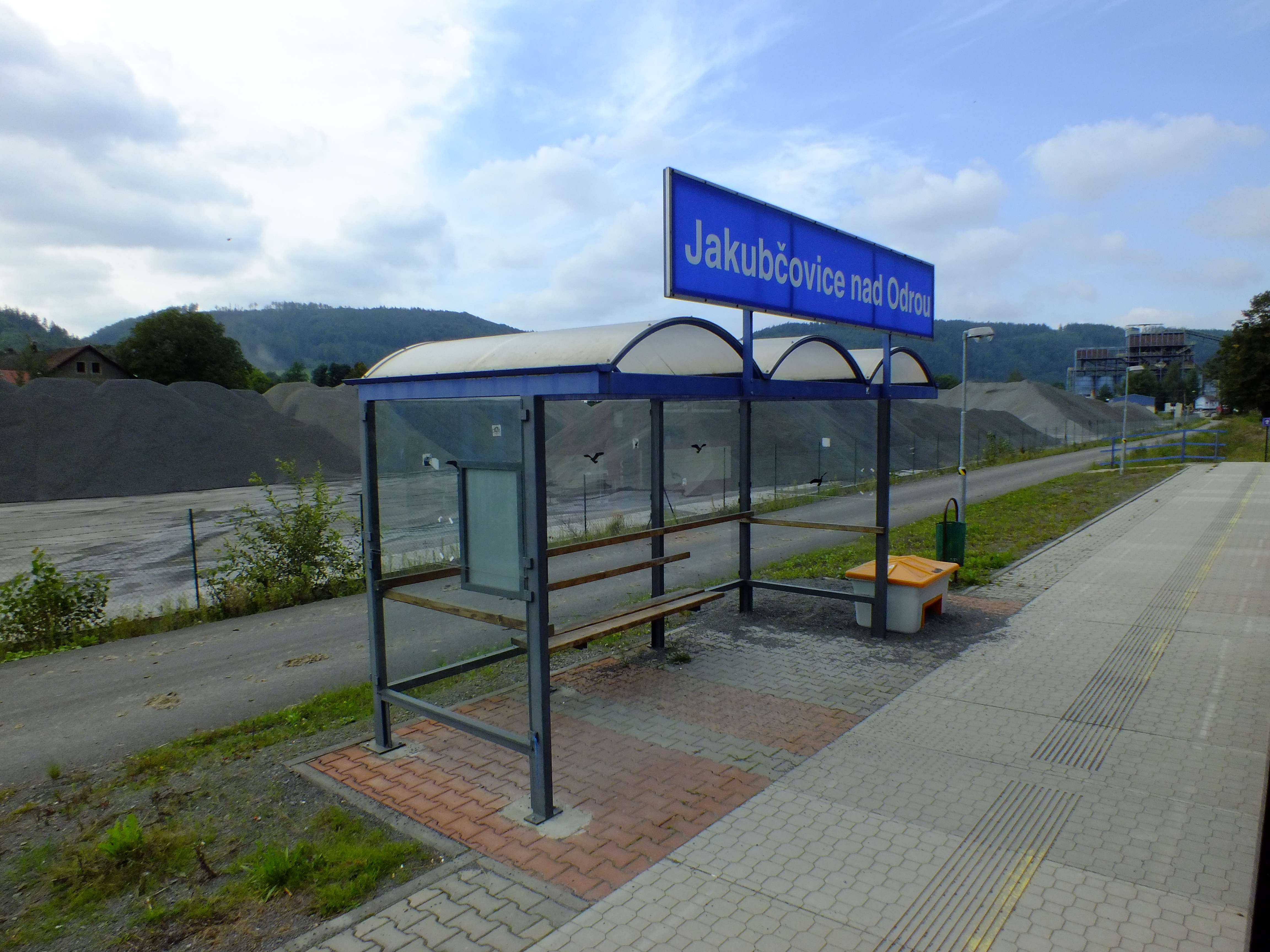
Jakubčovice nad Odrou, vlaková zastávka
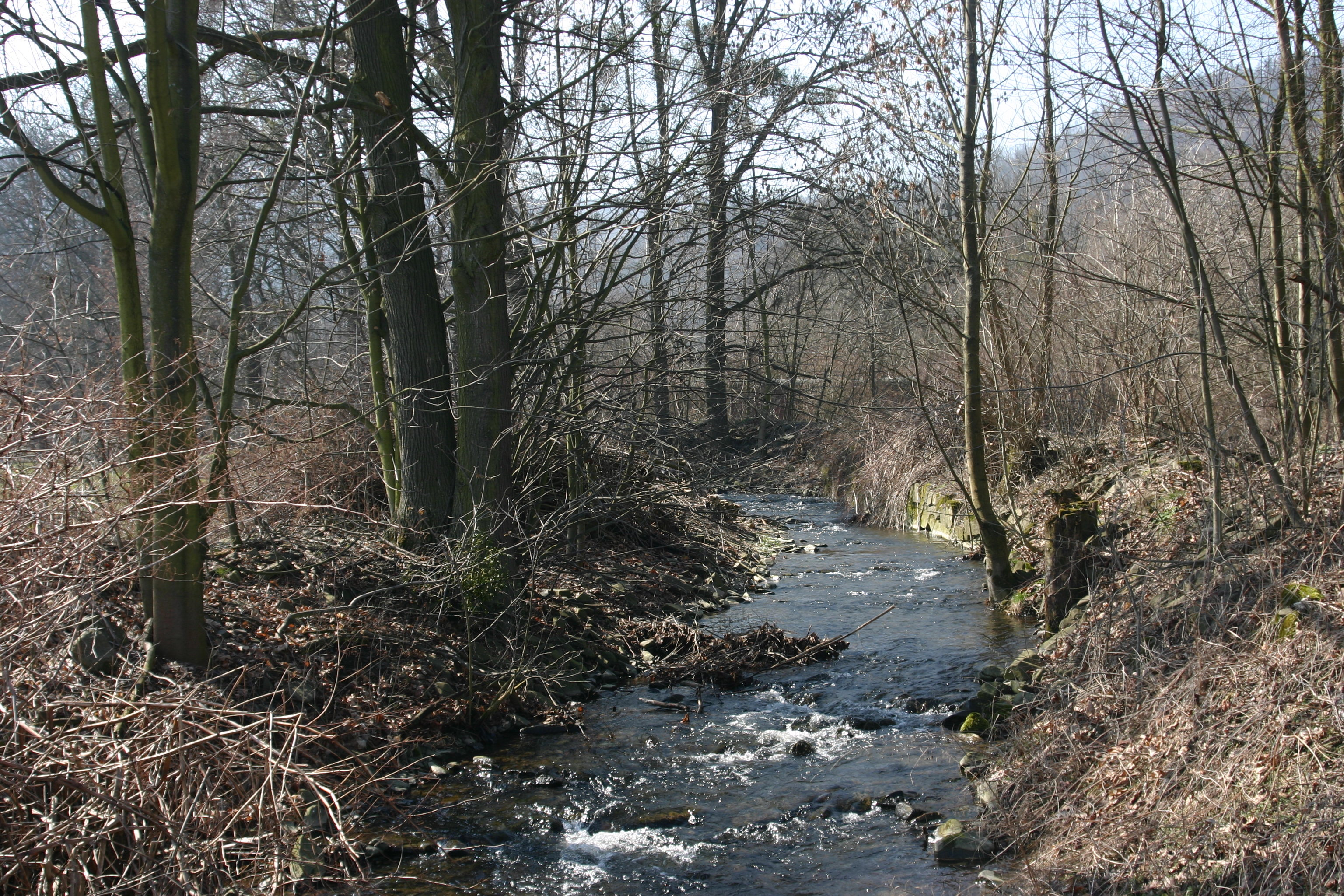
Řeka Odra v obci Jakubčovice